# 마오루이룽
마오루이룽(중국어: 毛睿龙, 1990년 1월 18일~)은 중국의 바둑 기사이다.

## 경력
- 2011년 제3회 BC카드배 64강
- 2012년 바이링배 64강, 제4회 용성전 우승 (대 퉈자시 2-0)
- 2014년 바이링배 32강